# Carlo Ugo di Borbone-Parma
Carlo Ugo di Borbone-Parma (Parigi, 8 aprile 1930 – Barcellona, 18 agosto 2010) è stato capo della casa reale dei Borbone di Parma, pretendente ducale di Parma e di Piacenza come Carlo IV e pretendente carlista al trono di Spagna sotto il nome di Carlos Hugo I.
È stato Gran Maestro dell'Ordine Costantiniano di San Giorgio, ramo Farnese.

## Biografia
Figlio di Saverio di Borbone-Parma, pretendente ducale di Parma, e di Maddalena di Borbone-Busset, fu battezzato come Hugues Marie Sixte Robert Louis Jean Georges Benoît Michel, ma il 28 giugno 1963 ebbe ufficialmente il nome cambiato in Charles Hugues, tramite giudizio della Corte d'Appello de La Seine, Francia. Cittadino francese e dal 1980 cittadino spagnolo naturalizzato, il suo matrimonio con la principessa Irene dei Paesi Bassi nel 1964 causò una crisi istituzionale nei Paesi Bassi nonché un acceso dibattito all'interno della casa reale olandese, poiché Carlo Hugo, allora guida del Carlismo, era un pretendente al trono di Spagna in contrasto col governo di Madrid.
Nel 1952, il padre di Carlo Hugo fece pubblico reclamo dei suoi diritti al trono di Spagna come Saverio I, ma venne ignorato dal dittatore spagnolo Francisco Franco, che successivamente scelse Juan Carlos di Borbone come sovrano. Il 5 maggio 1957 Saverio nominò il figlio Carlo Ugo Principe delle Asturie e il secondogenito Sisto Enrico duca di San Jaime. Nel mese di febbraio 1964 Carlo Ugo prese il titolo di duca di Madrid.
Dopo aver perso gran parte delle simpatie dei carlisti per i suoi tentativi di avvicinarsi a Franco (1965-1967), Carlo Ugo spinse il movimento verso una forma di socialismo titoista; sua madre, Madeleine di Borbone e suo fratello Sisto Enrico di Borbone-Parma, si mantennero fedeli al carlismo tradizionale, che durante il franchismo si incarnava nella Comunione Tradizionalista.

### Attività politica

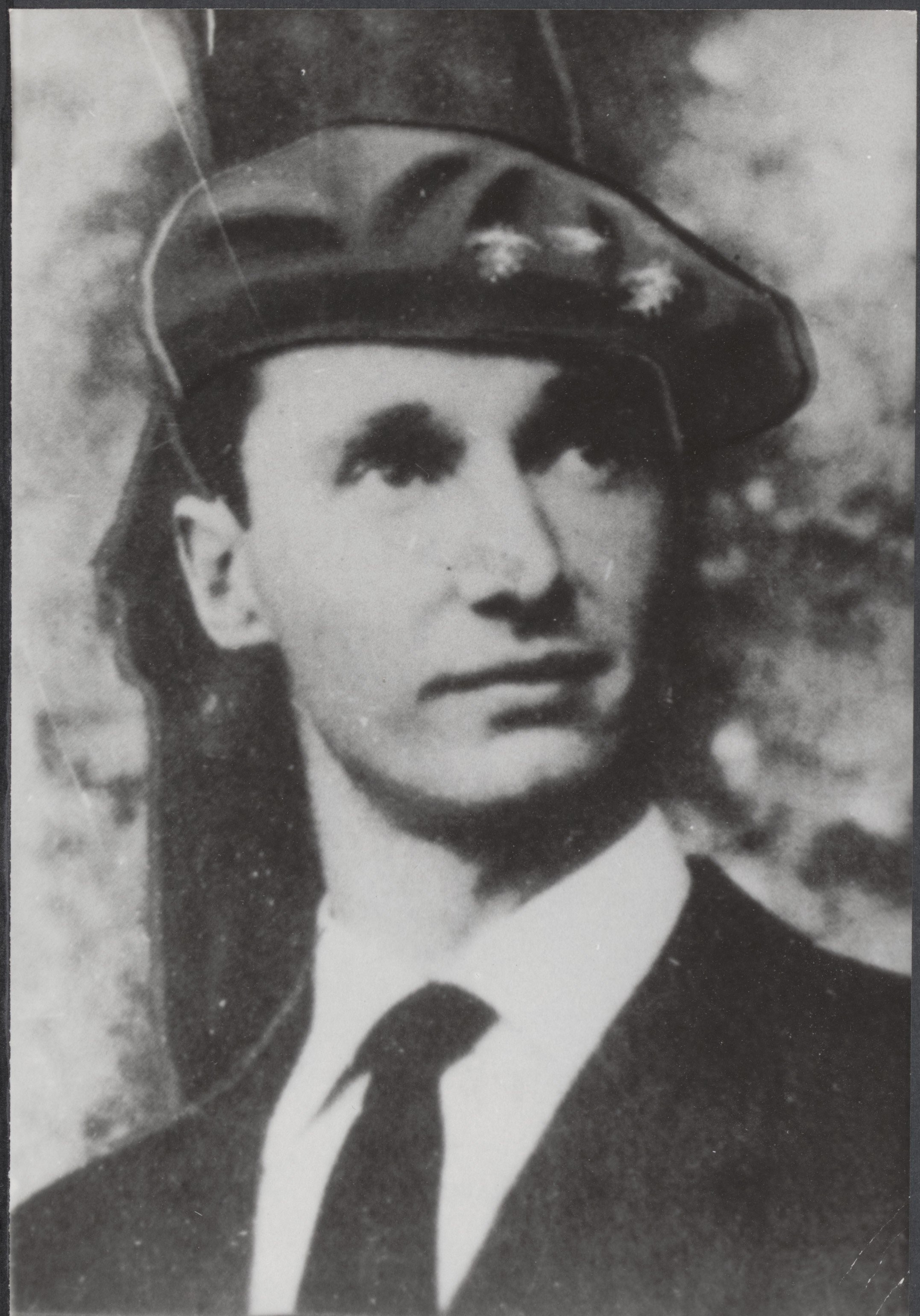
Carlo Ugo col tipico basco rosso carlista

Carlo Ugo prese in mano la direzione del carlismo nell'agosto del 1975, ma dopo la morte di Franco il movimento fu gravemente spaccato in due, contrapposto a Sisto Enrico di Borbone-Parma, e fu incapace di ottenere ancora l'attenzione della pubblica opinione. A Montejurra, il 9 maggio 1976, si riunirono le due fazioni per commemorare i Requeté morti nella guerra civile, e nel corso degli scontri due sostenitori di Carlo Ugo furono uccisi da militanti di estrema destra, fra quali c'era il membro di Gladio Stefano Delle Chiaie e membri dell'Alleanza Argentina Anticomunista (Tripla A), con il supporto logistico degli elementi filofranchisti all'interno dei servizi segreti e della Guardia Civile. Questo avvenimento è noto come massacro di Montejurra.
Nelle prime elezioni democratiche, il 15 giugno 1977, risultò eletto soltanto un senatore carlista, il giornalista e scrittore Fidel Carazo da Soria, presentatosi come candidato indipendente.
Nelle elezioni parlamentari del 1979, i carlisti di destra fecero parte della coalizione di estrema destra Unión Nacional, che conquistò un seggio nelle Cortes di Madrid, ma l'eletto fu Blas Piñar, leader di Fuerza Nueva, movimento falangista. Da allora il carlismo è rimasto un movimento extra parlamentare, ottenendo soltanto seggi nei consigli comunali.
Carlo Ugo abbandonò allora  le sue pretese carliste nel 1979 e divenne cittadino spagnolo l'anno successivo, come Carlos-Hugo de Borbón-Parma y Borbón, per decreto reale di Juan Carlos. Nello stesso anno lasciò anche l'arena politica, abbandonando il Partito neo carlista che aveva creato e che successivamente sarebbe andato a fondare la coalizione Izquierda Unida.
A partire dal 2002 Carlo Ugo ha donato gli archivi della dinastia dei Borbone carlisti al Archivo Histórico Nacional, ottenendo proteste e dure contestazioni da parte di suo fratello Sisto Enrico e da tutte le fazioni carliste.
Il 28 settembre 2003 ad Arbonne in Francia Carlo Ugo ha riaffermato le sue pretese carliste, ha annunciato che avrebbe impiegato il titolo di conte di Montemolin per sé e che avrebbe dato ai suoi tre figli titoli carlisti: Duca di Madrid (duque de Madrid) per suo figlio Carlo Saverio, duca di San Jaime (duque de San Jaime) per suo figlio Giacomo e duchessa di Guernica (duquesa de Gernika) per sua figlia Carolina.
Carlo Ugo era altresì Gran Maestro del Sacro Imperiale Angelico Ordine Costantiniano di San Giorgio (Parma).

### Matrimonio
Il fidanzamento di Carlo Ugo con la principessa Irene di Orange-Nassau, figlia della regina Giuliana dei Paesi Bassi, causò una crisi costituzionale nei Paesi Bassi per parecchi motivi. Irene perse i diritti di successione al trono olandese perché il governo si rifiutò di promulgare una legge che le consentisse il matrimonio e sua madre non poté andare a Roma per dissuaderla dallo sposarsi e dal convertirsi al cattolicesimo perché il governo si mostrò contrario. Il governo olandese intravide delle difficoltà politiche internazionali per il fatto che una possibile erede alla corona del Regno dei Paesi Bassi sposasse un discutibile pretendente ad un trono straniero; inoltre la costituzione dei Paesi Bassi non permette che il monarca possa essere sovrano anche di una nazione straniera.
Carlo Ugo ed Irene si sono sposati il 29 aprile 1963, nella Basilica di Santa Maria Maggiore davanti al cardinale Paolo Giobbe, ex nunzio apostolico nei Paesi Bassi. Non c'erano membri della famiglia reale olandese presenti: i genitori di Irene seguirono la cerimonia alla televisione. Dopo di essa gli sposi furono ricevuti in udienza privata dal Papa Paolo VI. Trascorsa la luna di miele a Las Palmas de Gran Canaria, andarono ad abitare a Madrid. Carlo Ugo ed Irene hanno divorziato nel 1981.

### Morte
Il principe è morto all'età di 80 anni a Barcellona ed è stato tumulato, su sua richiesta, nella cripta della basilica di Santa Maria della Steccata di Parma, dove già riposano alcuni tra i suoi avi. Il titolo di Duca di Parma e Piacenza è passato al figlio primogenito Carlo Saverio Bernardo Sisto Maria di Borbone-Parma.

## Discendenza
Carlo Ugo e la principessa Irene hanno avuto quattro figli:
- Carlo Saverio di Borbone-Parma (Nimega, 27 gennaio 1970), sposatosi il 20 novembre 2010 con Annemarie Gualthérie van Weezel, hanno tre figli:
  - Luisa Irene di Borbone-Parma (L'Aia, 9 maggio 2012);
  - Cecilia Maria di Borbone-Parma (L'Aia, 17 ottobre 2013);
  - Carlo Enrico di Borbone-Parma (L'Aia, 24 aprile 2016).
- Margherita Maria di Borbone-Parma (Nimega, 13 ottobre 1972), sposatasi il 3 maggio 2008 con Tjalling ten Cate (separati nel 2023), hanno due figlie.
- Giacomo Bernardo di Borbone-Parma (Nimega, 13 ottobre 1972), sposatosi il 5 ottobre 2013 con Viktória Cservenyák, hanno due figlie:
  - Zita Clara di Borbone-Parma (L'Aia, 21 febbraio 2014);
  - Gloria Irene di Borbone-Parma (L'Aia, 9 maggio 2016).
- Maria Carolina di Borbone-Parma (Nimega, 23 giugno 1974), sposatasi il 16 giugno 2012 con Albert Brenninkmeijer, hanno due figli.

## Ascendenza
|                                               |                                              |                                               | Genitori                                             |  |  | Nonni |  |  | Bisnonni           |  |  | Trisnonni         |  |
|                                               |                                              |                                               |                                                      |  |  |       |  |  | Carlo III di Parma |  |  | Carlo II di Parma |  |
|                                               |                                              |                                               |                                                      |  |  |       |  |  | Carlo III di Parma |  |  | Carlo II di Parma |  |
|                                               |                                              | Maria Teresa di Savoia                        |                                                      |  |  |       |  |  | Carlo III di Parma |  |  |                   |  |
| Roberto I di Parma                            |                                              |                                               |                                                      |  |  |       |  |  | Carlo III di Parma |  |  |                   |  |
|                                               |                                              | Luisa Maria di Borbone-Francia                | Carlo di Borbone-Francia                             |  |  |       |  |  |                    |  |  |                   |  |
|                                               |                                              | Luisa Maria di Borbone-Francia                | Carlo di Borbone-Francia                             |  |  |       |  |  |                    |  |  |                   |  |
|                                               |                                              | Luisa Maria di Borbone-Francia                | Carolina di Borbone-Due Sicilie                      |  |  |       |  |  |                    |  |  |                   |  |
| Saverio di Borbone-Parma                      |                                              | Luisa Maria di Borbone-Francia                |                                                      |  |  |       |  |  |                    |  |  |                   |  |
|                                               |                                              | Michele del Portogallo                        | Giovanni VI del Portogallo                           |  |  |       |  |  |                    |  |  |                   |  |
|                                               |                                              | Michele del Portogallo                        | Giovanni VI del Portogallo                           |  |  |       |  |  |                    |  |  |                   |  |
|                                               |                                              | Michele del Portogallo                        | Carlotta Gioacchina di Borbone-Spagna                |  |  |       |  |  |                    |  |  |                   |  |
| Maria Antonia di Braganza                     |                                              | Michele del Portogallo                        |                                                      |  |  |       |  |  |                    |  |  |                   |  |
|                                               |                                              | Adelaide di Löwenstein-Wertheim-Rosenberg     | Costantino di Löwenstein-Wertheim-Rosenberg          |  |  |       |  |  |                    |  |  |                   |  |
|                                               |                                              | Adelaide di Löwenstein-Wertheim-Rosenberg     | Costantino di Löwenstein-Wertheim-Rosenberg          |  |  |       |  |  |                    |  |  |                   |  |
|                                               |                                              | Adelaide di Löwenstein-Wertheim-Rosenberg     | Agnese di Hohenlohe-Langenburg                       |  |  |       |  |  |                    |  |  |                   |  |
| Carlo Ugo di Borbone-Parma                    |                                              | Adelaide di Löwenstein-Wertheim-Rosenberg     |                                                      |  |  |       |  |  |                    |  |  |                   |  |
|                                               | Enrico di Borbone-Busset, conte di Lignières | Eugenio de Bourbon-Busset, conte di Lignières |                                                      |  |  |       |  |  |                    |  |  |                   |  |
|                                               | Enrico di Borbone-Busset, conte di Lignières | Eugenio de Bourbon-Busset, conte di Lignières |                                                      |  |  |       |  |  |                    |  |  |                   |  |
|                                               | Enrico di Borbone-Busset, conte di Lignières | Ide de Calonne dei marchesi di Courtebonne    |                                                      |  |  |       |  |  |                    |  |  |                   |  |
| Giorgio di Borbone-Busset, conte di Lignières | Enrico di Borbone-Busset, conte di Lignières |                                               |                                                      |  |  |       |  |  |                    |  |  |                   |  |
|                                               |                                              | Adrienne dei marchesi di Mailly-Nesle         | Adrien, marchese di Mailly-Nesle                     |  |  |       |  |  |                    |  |  |                   |  |
|                                               |                                              | Adrienne dei marchesi di Mailly-Nesle         | Adrien, marchese di Mailly-Nesle                     |  |  |       |  |  |                    |  |  |                   |  |
|                                               |                                              | Adrienne dei marchesi di Mailly-Nesle         | Eugénie de Lonlay dei marchesi di Villepail          |  |  |       |  |  |                    |  |  |                   |  |
| Maddalena di Borbone-Busset                   |                                              | Adrienne dei marchesi di Mailly-Nesle         |                                                      |  |  |       |  |  |                    |  |  |                   |  |
|                                               |                                              | René de Kerret, visconte di Quillien          | Charles de Kerret, visconte di Quillien              |  |  |       |  |  |                    |  |  |                   |  |
|                                               |                                              | René de Kerret, visconte di Quillien          | Charles de Kerret, visconte di Quillien              |  |  |       |  |  |                    |  |  |                   |  |
|                                               |                                              | René de Kerret, visconte di Quillien          | Marie Lefebvre de la Faluere dei signori di Jalanges |  |  |       |  |  |                    |  |  |                   |  |
| Jeanne de Kerret dei visconti di Quillien     |                                              | René de Kerret, visconte di Quillien          |                                                      |  |  |       |  |  |                    |  |  |                   |  |
|                                               |                                              | Marie Léonie Gautier                          | Claude Joseph Gautier                                |  |  |       |  |  |                    |  |  |                   |  |
|                                               |                                              | Marie Léonie Gautier                          | Claude Joseph Gautier                                |  |  |       |  |  |                    |  |  |                   |  |
|                                               |                                              | Marie Léonie Gautier                          | Claudine Benoîte Vespre                              |  |  |       |  |  |                    |  |  |                   |  |
|                                               |                                              | Marie Léonie Gautier                          |                                                      |  |  |       |  |  |                    |  |  |                   |  |